# Anna Christie (película de 1923)
Anna Christie es una película muda estadounidense de 1923 basada en obra teatral homónima de Eugene O'Neill. Fue dirigida por John Griffith Wray y protagonizada por las estrellas del cine mudo Blanche Sweet y William Russell. El productor fue Thomas H. Ince, quien intervino activamente y supervisó personalmente la marcha de la obra. El guion cinematográfico fue escrito por Bradley King, esposa de Wray. Fue la primera película basada en una obra de O'Neill y se realizó cuando el dramaturgo gozaba de una gran popularidad. O'Neill quedó satisfecho con el resultado y la película, de hecho, gozó de excelentes críticas pese a las disensiones que hubo en el rodaje entre el director y la protagonista, Blanche Sweet, sobre el enfoque melodramático (como defendía Wray) o naturalista (Sweet) que se debía dar al personaje de Anna Christie.

## Reparto y papeles
- Blanche Sweet – Anna Christie
- William Russell – Matt Burke
- George F. Marion – Chris Christopherson
- Eugenie Besserer – Marthy
- Chester Conklin – Tommy
- George Siegmann – Tío de Ana
- Ralph Yearsley – Primo
- Fred Kohler
- Victor Potel